# Порселейн, Давид
Давид Порселейн (нидерл. David Porcelijn; род. 7 января 1947, Ахткарспелен) — нидерландский дирижёр.
Окончил Гаагскую консерваторию по классам Кееса ван Барена (композиция) и Франса Вестера (флейта), изучал также дирижирование под руководством Яапа Стотейна. Совершенствовался как дирижёр в Женеве у Мишеля Табашника. Занимался также исторически ориентированным исполнительством. В 1972—1974 гг. вместе с Тоном Хартсёйкером играл в ансамбле Ensemble M, исполнявшем новейшую академическую музыку.
В 1974—1978 гг. преподавал в Роттердамской консерватории дирижирование и исполнение музыки XVII—XVIII веков. В 1977—1982 гг. возглавлял региональный оркестр провинции Южная Голландия. Одновременно в 1978—1986 гг. музыкальный руководитель Нидерландского театра танца. На рубеже 1980—1990-х гг. начинает сотрудничество с различными австралийскими коллективами, с 1991 г. главный приглашённый дирижёр Симфонического оркестра Аделаиды, в 1993—2003 гг. возглавлял этот оркестр, одновременно в 1994—2000 гг. главный дирижёр Тасманского симфонического оркестра. В 2010—2013 гг. возглавлял Симфонический оркестр Южной Ютландии.
Среди многочисленных записей Порселейна — все симфонии Юлиуса Рёнтгена, Хенка Бадингса и Хендрика Андриссена.